# Żwirowiec stepowy
Żwirowiec stepowy (Glareola nordmanni) – gatunek średniej wielkości ptaka wędrownego z rodziny żwirowcowatych (Glareolidae), zamieszkujący pas od delty Dunaju, przez Ukrainę po Ałtaj. Zimuje w południowej Afryce, nieregularnie w zachodniej Afryce. Do Polski zalatuje sporadycznie. Jest bliski zagrożenia wyginięciem.

## Taksonomia
Po raz pierwszy gatunek opisał Johann Fischer von Waldheim w 1842; nadał mu nazwę Glareola nordmanni; holotyp pochodził ze stepów południowej Rosji. Wcześniej przedstawicieli tego gatunku uznawano za żwirowce łąkowe (G. pratincola syn. G. torquata). Obecnie (2022) Międzynarodowy Komitet Ornitologiczny utrzymuje podaną nazwę naukową; nie wyróżnia podgatunków.
Epitet gatunkowy upamiętnia Alexandra von Nordmanna (1803–1866) – fińskiego zoologa i badacza.

## Morfologia

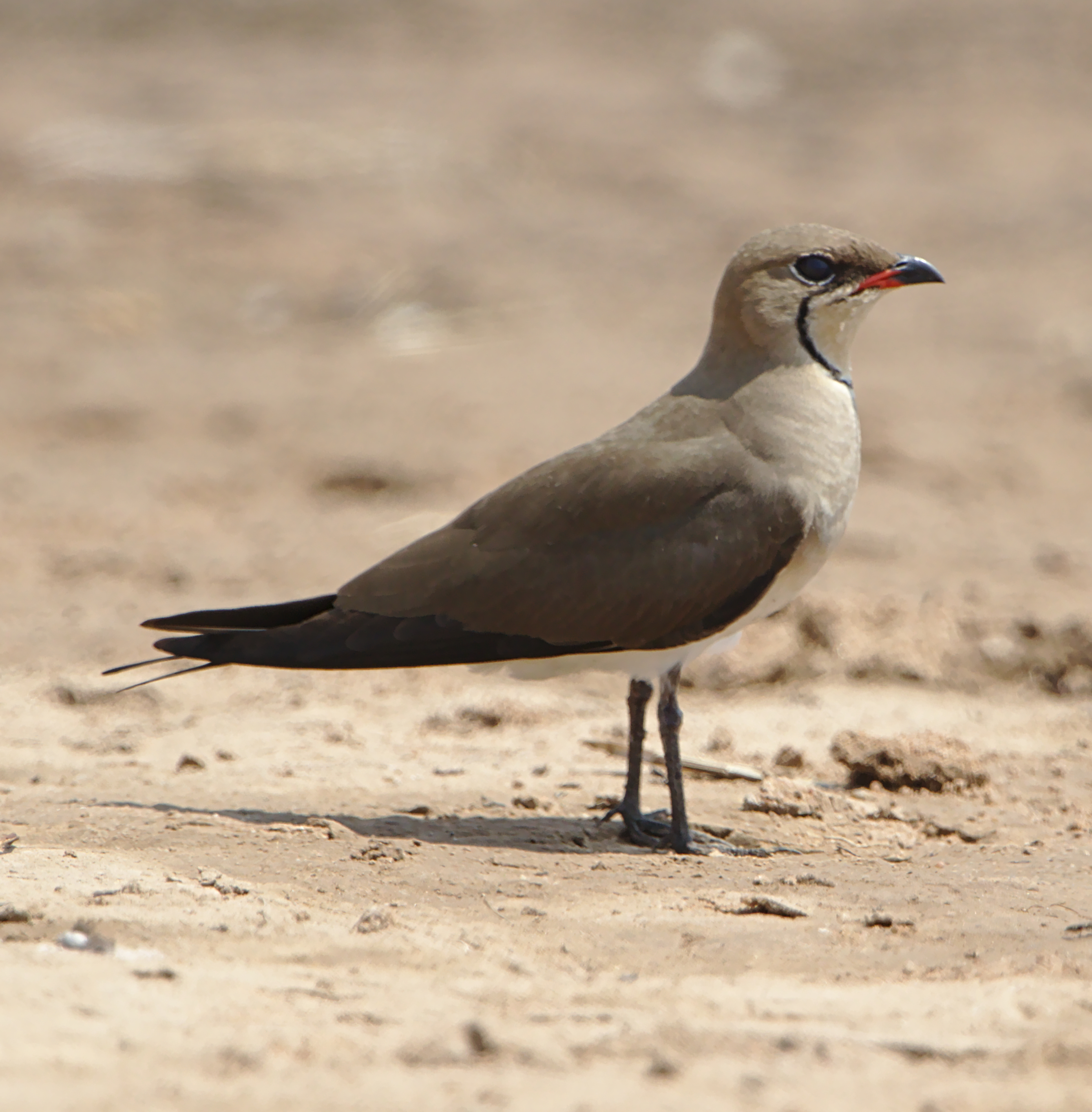
Żwirowiec stepowy na zimowisku w RPA

Długość ciała wynosi 23–26 cm. Na dziób przypada 12–15 mm, ogon 89–117 mm. Skrzydło mierzy 180–216 mm, skok 34–41 mm, pazur środkowego palca stopy 6–7 mm. Masa ciała wynosi 84–105 g.
Żwirowce stepowe są podobne do żwirowców łąkowych. Wierzch ciała ciemny, w przeciwieństwie do żwirowców łąkowych barwa skrzydła jednolita (bez białej krawędzi). Kremowe podgardle ograniczone jest czarną linią. Ogon rozwidlony, ciemny. Dziób koloru czarnego z czerwonym zgięciem; barwa czerwona nie sięga nozdrzy. Charakterystyczne, czarne pokrywy podskrzydłowe. Samca i samicę można rozróżnić po kolorze kantarka – u samca jest on bardziej czarny. Osobniki młodociane na końcówkach lotek II rzędu mają wąskie białopłowe końcówki, a pokrywy podskrzydłowe i najbardziej wewnętrzne lotki czarne.

## Zasięg występowania
Obszar lęgowy żwirowca stepowego ciągnie się od południowo-wschodniej Europy poprzez Ukrainę do południowo-zachodniej Rosji i północnego Kazachstanu, sporadycznie gniazduje także na Białorusi, Węgrzech i w Azerbejdżanie. Zimuje w południowej Afryce, głównie w Botswanie, Zimbabwe, RPA i Namibii, rzadko w zachodniej Afryce.
Ptaki migrujące regularnie są obserwowane na Cyprze, w Turcji, Izraelu, Iranie, Iraku, Kuwejcie, Arabii Saudyjskiej, Bahrajnie i Katarze; ponadto w północnej Afryce, w Egipcie, Sudanie (także Sudanie Południowym) i innych krajach, m.in. w Kamerunie, Rwandzie.
W Polsce sporadycznie, do 1990 widziany tylko czterokrotnie, w późniejszych latach częściej – do 2021 odnotowano łącznie 47 stwierdzeń, w trakcie których zaobserwowano 56 osobników.

## Ekologia
Podczas sezonu lęgowego żwirowiec stepowy przebywa na otwartym stepie (także wyschniętych mokradłach); miejsca gniazdowania zawsze leżą w pobliżu wody, niekiedy w wyższej roślinności niż w przypadku żwirowców łąkowych. Podczas zimowania ptaki zamieszkują piaszczyste wybrzeża rzek, które rzadko są używane przez żwirowce łąkowe. Podobnie jak te ptaki owadożerne żwirowce stepowe podczas zimowania niekiedy zbierają się przy skupiskach szarańczy. Poza tym żywią się także między innymi prostoskrzydłymi, chrząszczami, latającymi mrówkami, termitami, osami, ważkami.

### Głos
Przedstawiciele G. nordmanni odzywają się głosami niższymi niż u żwirowców łąkowych. Podczas gniazdowania wydają z siebie niskie chrr-chrr, kettek i charakterystyczne, podobne do sokolego płik-kik-kik. Poza tym w zakres głosów wchodzi kritt, krip i kikiip.

### Lęgi

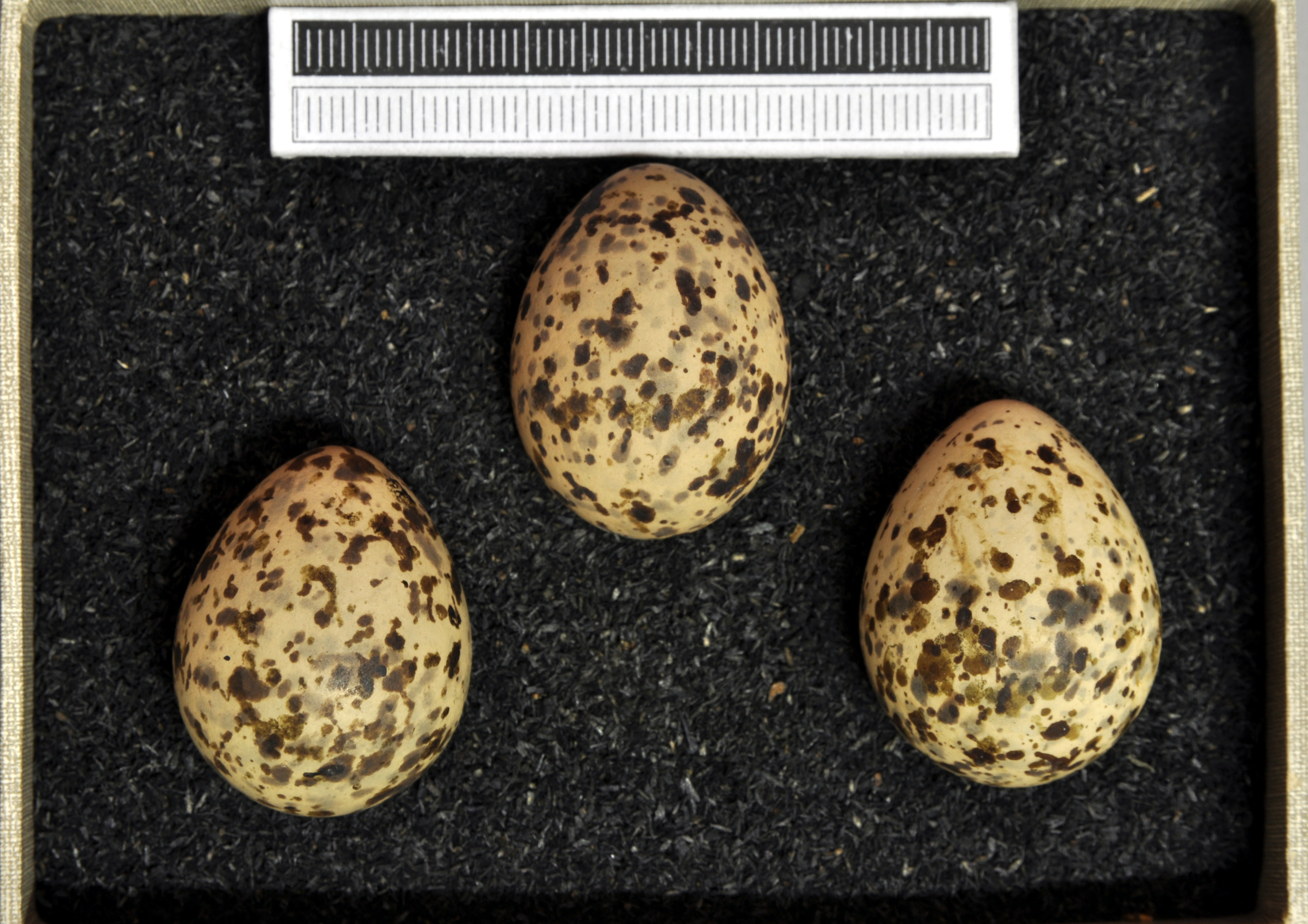
Jaja z kolekcji muzealnej

W czerwcu i sierpniu ptaki zbierają się, by się pierzyć; z zimowisk odlatują we wrześniu; na miejsca gniazdowania przybywają w czerwcu i maju. W okolicach Morza Czarnego gnieździ się w okresie marzec–czerwiec. Gniazduje w koloniach, także w towarzystwie żwirowców łąkowych. Gniazdo stanowi wydrapany w ziemi dołek wyściełany skąpo kawałkami suchych roślin. W zniesieniu 3–4 jaja. Wysiadują zarówno samiec, jak i samica. Po 5–6 tygodniach od wyklucia młode stają się samodzielne.

## Status, zagrożenia i ochrona
Przez IUCN gatunek klasyfikowany jest jako bliski zagrożenia (NT, Near Threatened) od 2006 (stan w 2022). Wcześniej, od 2000 uznawany był za „gatunek niedostatecznie rozpoznany” (DD, Data Deficient). W 2021 organizacja Wetlands International szacowała liczebność populacji na 150–190 tysięcy dorosłych osobników. Przyczyny spadku liczebności są słabo poznane. Przypuszczalnie przyczynia się do tego przekształcanie stepów w obszary rolnicze; w Kazachstanie także i przydeptywanie gniazd przez bydło, a w innych obszarach drapieżnictwo ze strony krukowatych, lisów i jeży. Na obszarach zimowisk rolnictwo przyczyniło się do degradacji odpowiednich dla żwirowców stepowych obszarów; ponadto kontrola liczebności szarańczy mogła zmniejszyć bazę pokarmową tych ptaków. Zagrożeniem dla gatunku mogą być również polowania. BirdLife International wymienia ponad 150 obszarów uznanych za ostoje ptaków IBA, w których można napotkać żwirowce stepowe.
W Polsce jest objęty ścisłą ochroną gatunkową.